# Rivière de la Pointe à la Loupe
Pour les articles homonymes, voir Loupe (homonymie).
La rivière de la Pointe à la Loupe coule dans les municipalités de Saint-Éloi, Rivière-Trois-Pistoles (MRC Les Basques) et L'Isle-Verte (MRC de Rivière-du-Loup), dans la région administrative du Bas-Saint-Laurent, au Québec, au Canada.
La rivière de la Pointe à la Loupe est un affluent du littoral sud-est du fleuve Saint-Laurent à la hauteur de la municipalité de L'Isle-Verte.

## Géographie
La rivière de la Pointe à la Loupe prend sa source de ruisseaux agricoles situés dans la municipalité de Saint-Éloi. Cette source est située à 2,0 km au sud-est du littoral sud-est de l'estuaire du Saint-Laurent, à 1,0 km au sud-ouest de la rivière des Trois Pistoles et à 3,9 km au nord-est du centre du village de Saint-Éloi.
À partir de sa source, la rivière de la Pointe à la Loupe coule en zone agricole sur 9,9 km selon les segments suivants :
- 1,7 km vers le nord dans Saint-Éloi, jusqu'au chemin Petit 2e rang ;
- 0,6 km vers l'ouest, jusqu'à route de Notre-Dame-des-Neiges ;
- 2,0 km vers l'ouest, jusqu'à la route du 2e rang Est ;
- 0,9 km vers le nord en traversant l'autoroute 20 et en traversant la limite de la municipalité de Rivière-Trois-Pistoles, jusqu'à la confluence d'un ruisseau (venant de l'est) ;
- 2,2 km vers le nord-ouest, jusqu'au chemin de fer du Canadien National ;
- 0,5 km vers le nord-ouest, en marquant en partie la limite de la municipalité de L'Isle-Verte et en traversant la route 132 ;
- 2,0 km vers l'ouest du côté nord de la route 132, jusqu'à sa confluence.

La rivière de la Pointe à la Loupe se déverse dans l'Anse Verte, sur les battures du fleuve Saint-Laurent, près de la Pointe à la Loupe, au nord du hameau Saint-Éloi-Station, face à l'Île aux Pommes qui située à 5,1 km de la rive. Cette confluence est située à 8,7 km au nord-est du centre du village de L'Isle-Verte.

## Toponymie
Le toponyme rivière de la Pointe à la Loupe est dérivé de la pointe à la Loupe qui s'avance sur les battures de l'estuaire maritime du Saint-Laurent formant ainsi une baie à marée haute, à la confluence de la rivière.
Le toponyme rivière de la Pointe à la Loupe a été officialisé le 5 décembre 1968 à la Commission de toponymie du Québec.